# Taux de compression (mécanique)
Cet article concerne la mécanique. Pour le sens informatique, voir Compression de données et Taux de compression de données.
En mécanique, le taux de compression d'un moteur à combustion à pistons, aussi appelé rapport volumétrique, est le rapport des volumes du cylindre lorsque le piston est au point mort bas (volume maximum) et lorsque le piston est au point mort haut (volume minimum). Le volume du cylindre est le volume total accessible aux gaz qu'il contient.
Le taux de compression est une grandeur géométrique, ce n'est pas un rapport de pressions.

## Méthode de calcul
Le taux de compression se calcule selon la formule suivante :
{\displaystyle TC={\frac {volume~PMB}{volume~PMH}}}
avec :
- {\displaystyle TC} : taux de compression volumétrique ;
- {\displaystyle volume~PMB} : volume disponible dans un cylindre au point mort bas (c'est le volume maximal) ;
- {\displaystyle volume~PMH} : volume disponible dans un cylindre au point mort haut (c'est le volume minimal).

Ce qui justifie le terme « rapport volumique », plus précis que « taux de compression ».

## Valeurs courantes
Les moteurs modernes à allumage commandé ont un taux de compression allant de 8 à 13, assez souvent voisin de 10.
Les moteurs Diesel à injection indirecte ont un taux de compression compris entre 16 et 21, ceux à injection directe entre 22 et 25 pour compenser les pertes de chaleur plus importantes.

## Rendement
Le rendement d'un moteur augmentant avec son taux de compression, on cherche à augmenter celui-ci. Selon le type de moteur, la situation est différente :

### Moteurs à allumage commandé
Sur ces moteurs, un taux de compression élevé favorise l'augmentation de la puissance mais aussi le risque d'apparition du cliquetis, phénomène apparu dans les années 1920 quand on a voulu augmenter le taux de compression des moteurs de voiture ou d'avion pour augmenter leur puissance et rendre le carburant plus efficient ; le cliquetis a été étudié par l'ingénieur et inventeur américain Thomas Midgley qui a ensuite inventé et fait breveter le plomb tétraéthyle introduit dans l'essence pour en faire de l'essence plombée, dès 1923, et utilisé en Europe jusqu'en 2001 comme antidétonant (en) bien que très toxique et très polluant. C'est la compression plus élevée du mélange carburé qui provoque un auto-allumage incontrôlé, nuisible au bon fonctionnement et à la durée de vie du moteur. Dans le cas d'un moteur à allumage commandé à taux de compression élevé, un carburant ayant un indice d'octane adéquat règle ce problème.

### Moteurs Diesel
Ces moteurs, qui fonctionnent par auto-allumage du mélange air/carburant, ont besoin de fortes valeurs lors de la compression, afin que l'air introduit dans le cylindre soit porté à une température suffisamment élevée. Malgré leurs taux de compression élevés et la forte augmentation de la température de l'air qui y est comprimé, les moteurs Diesel peuvent cependant avoir besoin de bougies de préchauffage pour démarrer à froid.

## Taux de compression et pression de compression

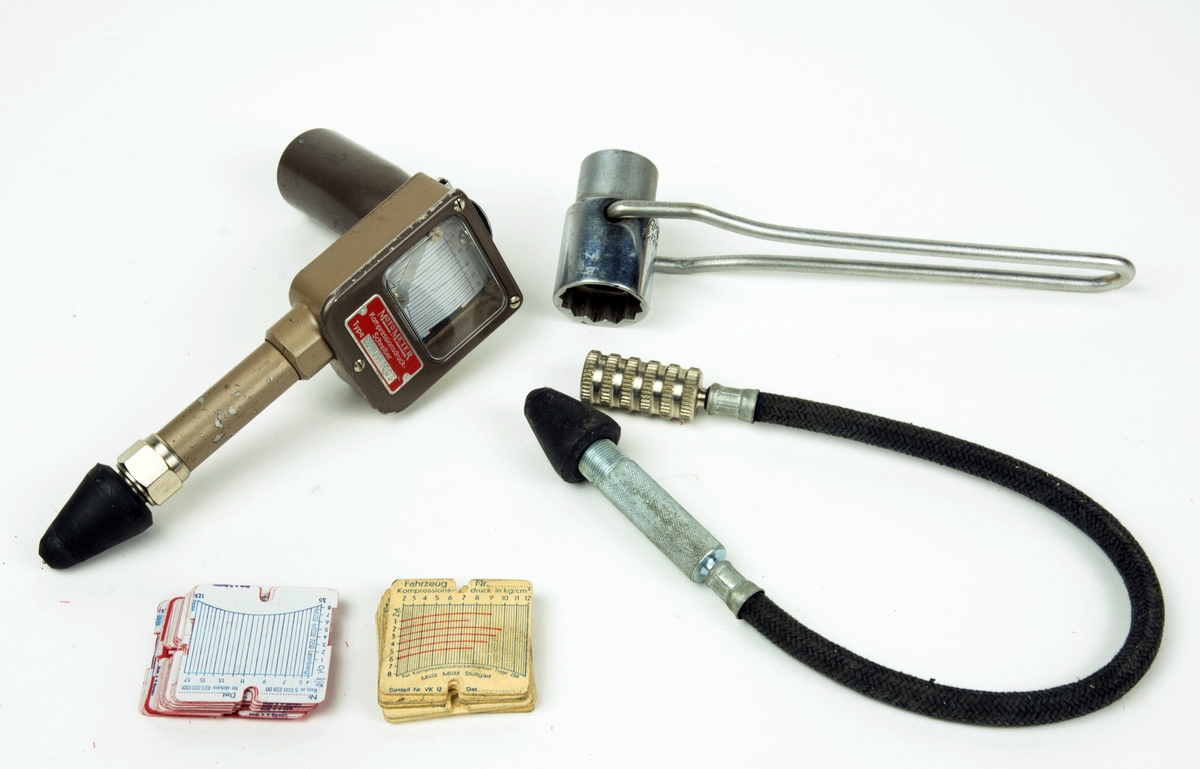
Un compressiomètre, utilisé pour mesurer les pressions de compression.

La confusion est souvent faite entre le taux de compression et la pression dans les cylindres : le taux de compression est une valeur invariable car déterminée d'après les volumes respectifs du cylindre et de la chambre de combustion à l'exclusion de toute autre donnée, alors que la pression dans les cylindres est une valeur variant en permanence selon la charge demandée au moteur, la présence ou non d'un compresseur ou turbocompresseur, la température du moteur et son état mécanique.
Ainsi un taux de compression de 11 ne signifie pas que la pression dans les cylindres est de 11 bars mais que le rapport volumétrique entre le « point mort bas » et le « point mort haut » est de 11. Par ailleurs, le taux de compression ne tient pas compte du moment d’ouverture des soupapes (admission et échappement). Il ne doit donc être considéré que comme un simple indicateur de performance.
Il est possible de mesurer la pression de compression d'un moteur à un régime donné (celui obtenu avec le démarreur du véhicule) au moyen d'une sonde de pression, parfois appelée « compressiomètre », montée à la place de la bougie ou de l'injecteur. La pression de compression est mesurée dans chaque cylindre en l'absence de combustion. La valeur relevée doit se situer au-dessus d'un minimum précisé par le fabricant du moteur afin de garantir un minimum de performance.
Cette mesure des pressions de compression permet de déterminer l'état d'usure du moteur et la ou les causes de l'usure, alors que la seule connaissance du taux de compression n'est d'aucune utilité pour un tel diagnostic. De faibles pressions de compression peuvent être dues entre autres à un défaut d'étanchéité des segments, du joint de culasse, de l'état des soupapes et de leurs sièges.

## Taux de compression variable
Une nouvelle génération de moteurs dont le taux de compression sera variable en faisant appel à diverses complications mécaniques tels que le moteur MCE-5, permettront, en particulier pour les moteurs à essence lorsqu'il leur est demandé une faible charge, d'améliorer nettement le rendement. Il en résultera une importante baisse de la consommation et de la pollution.